# 고르돈 골로프
고르돈 막 골로프(독일어: Gordon Mac Gollob: 1912년 6월 16일 – 1987년 9월 7일)는 독일의 공군 군인이다. 제2차 세계 대전 당시 루프트바페 에이스 전투조종사로 340회 출격하여 적기 150기를 격추했다. 이 중 서부전선에서 격추한 것은 6기, 나머지는 모두 동부전선에서 격추한 것이다.
본래 비엔나 태생의 오스트리아인으로 1933년 오스트리아 연방육군에 자원입대했다. 1938년 3월 나치 독일이 오스트리아를 병합하면서 골로프 또한 독일 국방군 공군으로 넘어가게 된다. 1939년 쌍발 중전투기 부대인 제76중전투비행단(ZG 76)에 배치되었다. 제2차 세계 대전이 발발하자 골로프는 1939년 9월 5일 처음으로 적기를 격추한다. 골로프는 헬골란트 만곡부 전투에서 1기, 노르웨이 전역에서 2기를 격추했다 이후 단발 전투기 메서슈미트 Bf 109를 운용하는 제3전투비행단(JG 3)으로 옮겼다. 영국 본토 항공전 당시 적기 기를 격추하였고, 이것이 서부전선에서 여섯번째이자 마지막 격추였다.
골로프는 바르바로사 작전으로 독소전쟁이 개전한 이후 동부전선 항공전에 참여해 싸웠다. 1941년 6월 27일, 골로프는 제3전투비행단 제2비행집단 비행집단장으로 임명되었다. 8월에 적기 18기를 격추하고, 42번째 적기를 격추한 뒤 9월 18일 기사십자 철십자장을 수훈했다. 이후 10월에는 적기 37기를 격추했는데 그 중 10월 18일과 10월 22일은 그날 하루에 각각 9기와 6기를 격추했다. 1941년 10월 26일 곡엽 기사십자 철십자장을 수훈받았고, 이때 격추수는 85기였다. 1941년 12월, 골로프는 일시적으로 레흘린의 공군 시험시설 레흘린 시험비행장으로 일시 발령난다. 그 뒤 1942년 3월 13일 제54전투비행단(JG 54) 본부직속부대 훈련교관으로 임명되었고, 1942년 5월 16일 제77전투비행단(JG77)의 비행단준장으로 임명되었다. 5월 20일 100번째 적기를 격추했고, 7기를 더 격추시킨 뒤 23일 곡엽검 기사십자 철십자장을 수훈했다. 8월 29일 골로프는 최초로 격추수 150선을 넘은 전투조종사가 되었고 그 다음날 곡엽검금강석 기사십자 철십자장을 수훈받았다.
이후 비행 중 전사할 것을 우려하여 상부에서는 골로프의 비행임무를 금지시켰다. 1942년 10월 15일, 골로프는 서부전선의 제3전투비행지도부로 발령받아 북서 프랑스의 전술 전투기 지휘를 책임지게 되었다. 1944년 4월 전투기총감 참모진으로 옮겨갔다가 1945년 1월 아돌프 갈란트 소장의 후임으로 전투기총감에 취임한다. 2차대전이 끝난 뒤 골로프는 오스트리아의 독립연맹이라는 정당의 간사장을 지냈다. 그 뒤에는 도이츠 주식회사에서 판촉업을 했다. 골로프는 결혼하여 슬하에 자녀 셋을 두었으며 1987년 9월 7일 독일 줄링겐에서 죽었다. 향년 75세.
| 전임 대위 로타르 켈러 | 제4대 제3전투비행단 제2비행집단 비행집단장 1941년 6월 27일 – 1941년 11월 20일 | 후임 대위 카를하인츠 크라흘 |

| 전임 소령 고트하르트 한드리크 | 제4대 제77전투비행단 헤르츠 아즈 비행단장 1942년 5월 16일 – 1942년 9월 30일 | 후임 소령 요아힘 뮌헤베르크 |

| 전임 소령 카를 헨트셸 | 제6대 제3전투비행지도부 비행지도자 1942년 10월 15일 – 1943년 9월 6일 | 후임 (폐지) |

| 전임 (신설) | 제1대 제5전투비행지도부 비행지도자 1943년 9월 – 1944년 5월 | 후임 (불명) |

| 전임 소장 아돌프 갈란트 | 제7대 전투기대장 1945년 1월 31일 – 1945년 5월 8일 | 후임 (폐지) |